# Palmer Bar Creek
Palmer Bar Creek är ett vattendrag i Kanada.   Det ligger i provinsen British Columbia, i den södra delen av landet, 3 000 km väster om huvudstaden Ottawa. Palmer Bar Creek ligger vid sjöarna  Hiawatha Lake och Moyie Lake.
I omgivningarna runt Palmer Bar Creek växer i huvudsak barrskog. Trakten runt Palmer Bar Creek är nära nog obefolkad, med mindre än två invånare per kvadratkilometer.